# زينب الفراسية
زينب الفراسية الكنانية صحابية جليلة أسلمت قبل الهجرة، عرفت بالنجابة والبأس الشديد، وكانت من سادات كنانة وكان قومها بنو فراس أحد أشجع وأنجد أحياء العرب حتى قيل إن الرجل منهم يعدل عشرة من غيرهم. كانت زوجة للصحابي ابي سفيان بن حرب. 

## نسبها
- أبوها: نوفل بن خلف بن قوالة بن خويلد بن حرثان بن جذيمة بن علقمة بن فراس بن غنم بن حجر بن ثعلبة بن مالك بن كنانة.[3]
- أولادها : يزيد بن أبي سفيان الأموي القرشي.

## سيرتها
ولدت زينب الفراسية في ظواهر مكة، بعد عام الفيل بنحو 6 سنوات، ونشأت في نعيم وترف، فأبوها نوفل من وجوه بنو فراس ثراء وتجارة ومن أصحاب القصور والمزارع ومن رجال الحجر بيتاً ومنصباً، فشبت زينب في هذه الأجواء، فمنذ شبابها المبكر ارتادت عكاظ ودار العجلة، وجالست سيدات العرب وساجلتهم، وتميزت بالفصاحة وطلاقة اللسان وقوة الشخصية 